# Liste de galaxies satellites de la Voie lactée
Plusieurs galaxies liées gravitationnellement à la Voie lactée se déplacent autour de cette dernière et forment, avec celle-ci, le sous-groupe local, ou sous-groupe de la Voie lactée, au sein du Groupe local.
On compte ainsi environ 50 petites galaxies situées dans un rayon d'environ 420 kpc (∼1,37 million d'al) autour de la Voie lactée, bien qu'elles ne sont pas nécessairement toutes en orbite autour de cette dernière. Les seules visibles à l'œil nu sont les Nuages de Magellan, observés depuis la préhistoire et qui ne sont probablement pas en orbite autour de la Voie lactée. La plus grande galaxie dont l'orbite est confirmée est la galaxie naine du Sagittaire, d'un diamètre d'environ 2,6 kpc (∼8 480 al).

## Caractéristiques physiques
Les galaxies satellites qui orbitent de ∼ 1 000 a.l. (∼ 307 pc) du bord du disque galactique de la Voie lactée jusqu'à l'extrémité du halo de matière noire de cette dernière sont généralement pauvres en hydrogène par rapport à celles qui orbitent plus loin,.

## Liste
Les galaxies satellites de la Voie lactée sont classées selon leur nom, leur diamètre, leur distance, leur magnitude, leur type et leur date de découverte.
La liste est triable. Vous pouvez donc classer les entrées selon les différents paramètres en cliquant sur les flèches situées à droite des en-têtes de colonnes ().
| #  | Nom                                       | Diamètre (kpc) | Distance (kpc) | Magnitude absolue | Type      | Découverte  |
| -- | ----------------------------------------- | -------------- | -------------- | ----------------- | --------- | ----------- |
| 1  | Galaxie naine du Grand Chien              | 1,5            | 8              |                   | Irr       | 2003        |
| 2  | Galaxie naine du Sagittaire               | 2,6            | 20             |                   | E         | 1994        |
| 3  | Grand Nuage de Magellan                   | 4              | 48,5           |                   | SBm       | préhistoire |
| 4  | Petit Nuage de Magellan                   | 2              | 61             |                   | Irr       | préhistoire |
| 5  | Galaxie naine de la Grande Ourse II       | 0,2            | 30             |                   | dG D      | 2006        |
| 6  | Galaxie naine de la Petite Ourse          | 0,4            | 60             |                   | dE4       | 1954        |
| 7  | Galaxie naine du Dragon                   | 0,7            | 80             |                   | dE0       | 1954        |
| 8  | Galaxie naine du Sculpteur                | 0,8            | 90             |                   | dE3       | 1937        |
| 9  | Galaxie naine du Sextant                  | 0,5            | 90             |                   | dE3       | 1990        |
| 10 | Galaxie naine de la Carène                | 0,5            | 100            |                   | dE3       | 1977        |
| 11 | Galaxie naine de la Grande Ourse I        | -              | 100            |                   | dG D      | 2005        |
| 12 | Antlia 2                                  | 2,9            | 130            | -8,5              | Irr?      | 2018        |
| 13 | Galaxie naine du Fourneau                 | 0,6            | 140            |                   | dE2       | 1938        |
| 14 | Galaxie du Lion II                        | 0,7            | 210            |                   | dE0       | 1950        |
| 15 | Galaxie du Lion I                         | 0,5            | 250            |                   | dE3       | 1950        |
| 16 | Leo IV (en)                               | 0,3            | 160            |                   | dSph      | 2006        |
| 17 | Leo V (en)                                | 0,08           | 180            |                   | dSph      | 2007        |
| 18 | Leo T (en)                                | 0,34           | 420            |                   | dSph/dIrr | 2006        |
| 19 | Galaxie naine du Bouvier                  | 0,3            | 60             |                   | dSph      | 2006        |
| 20 | Bouvier II (en)                           | 0,1            | 42             |                   | dSph      | 2007        |
| 21 | Bouvier III (en)                          | 1              | 46             |                   | dSph?     | 2009        |
| 22 | Galaxie naine de la Chevelure de Bérénice | 0,14           | 42             |                   | dSph      | 2006        |
| 23 | Segue 1                                   | 0,06           | 23             | -3,0              | dSph      | 2007        |
| 24 | Segue 2                                   | 0,07           | 35             |                   | dSph      | 2007        |
| 25 | Canes Venatici I (en)                     | 2              | 220            |                   | dSph      | 2006        |
| 26 | Canes Venatici II (en)                    | 0,3            | 155            |                   | dSph      | 2006        |
| 27 | Galaxie naine d'Hercule                   | 0,7            | 135            |                   | dSph      | 2006        |
| 28 | Pisces I (en)                             |                | 80             |                   | dSph?     | 2009        |
| 29 | Poissons II                               | 0,12           | 180            |                   | dSph      | 2010        |
| 30 | Crater/Laevens I                          | 0,06           | 145            |                   | GC        | 2014,       |
| 31 | Réticule II                               | -              | 30             |                   | dSph      | 2015,       |
| 32 | Éridan II                                 | 0,55           | 366            | -7,1              | dSph      | 2015,       |
| 33 | Horologium I                              | -              | 100            |                   | dSph?     | 2015,       |
| 34 | Peintre I                                 | -              | 115            |                   | dSph?     | 2015,       |
| 35 | Phoenix II                                | -              | 100            |                   | dSph?     | 2015,       |
| 36 | Kim 2/Indus I                             | -              | 100            |                   | GC        | 2015,       |
| 37 | Grus I                                    | -              | 120            |                   | dSph      | 2015        |
| 38 | Eridanus III                              | -              | 90             |                   | dSph?     | 2015,       |
| 39 | Tucana II                                 | -              | 70             |                   | dSph      | 2015,       |
| 40 | Triangulum II (en)                        | 0,07           | 30             | -1,8              | dSph      | 2015        |
| 41 | Hydra II                                  | 0,14           | 128            |                   | dSph      | 2015        |
| 42 | Pegasus III (pt)                          | 0,11           | 215            | -3,4              | dSph      | 2015,       |
| 43 | Grus II (de)                              | 0,19           | 53             |                   | dSph      | 2015        |
| 44 | Tucana III (de)                           | 0,09           | 25             |                   | dSph      | 2015        |
| 45 | Columba I (de)                            | 0,21           | 182            |                   | dSph      | 2015        |
| 46 | Tucana IV (de)                            | 0,25           | 48             |                   | dSph      | 2015        |
| 47 | Reticulum III (de)                        | 0,13           | 92             |                   | dSph      | 2015        |
| 48 | Tucana V (de)                             | 0,03           | 55             |                   | dSph      | 2015        |
| 49 | Indus II                                  | 0,36           | 214            |                   | dSph?     | 2015        |
| 50 | Cetus II                                  | 0,03           | 30             |                   | dSph?     | 2015        |
| 51 | Horologium II                             | 0,09           | 78             |                   | dSph      | 2015        |
| 52 | Draco II                                  | 0,04           | 20             | -2,9              | dSph      | 2015        |
| 53 | Sagittarius II                            | 0,08           | 67             | -5,2              | dSph      | 2015        |
| 54 | DES                                       | -              | 82             |                   | GC        | 2015        |
| 55 | Galaxie naine de la Coupe 2               | 2,2            | 117,5          |                   | dSph      | 2015        |
| 56 | Aquarius II                               | 0,32           | 108            | -4,2              | dSph      | 2015        |
| 57 | Galaxie naine du Toucan                   | 0,568          | 887            | −9,5              | dSph      | 1990        |

## Courants stellaires
La galaxie naine du Sagittaire est en train d'être absorbée par la Voie lactée au cours d'un processus qui devrait durer encore environ 100 millions d'années et qui aurait mené à, notamment, la création du courant du Sagittaire. Le courant stellaire de la Vierge représenterait les vestiges d'une ancienne galaxie absorbée selon un processus similaire.